# Lotus rechingerii
Lotus rechingerii là một loài thực vật có hoa trong họ Đậu. Loài này được Chrtkova miêu tả khoa học đầu tiên.